# Näckrosleden

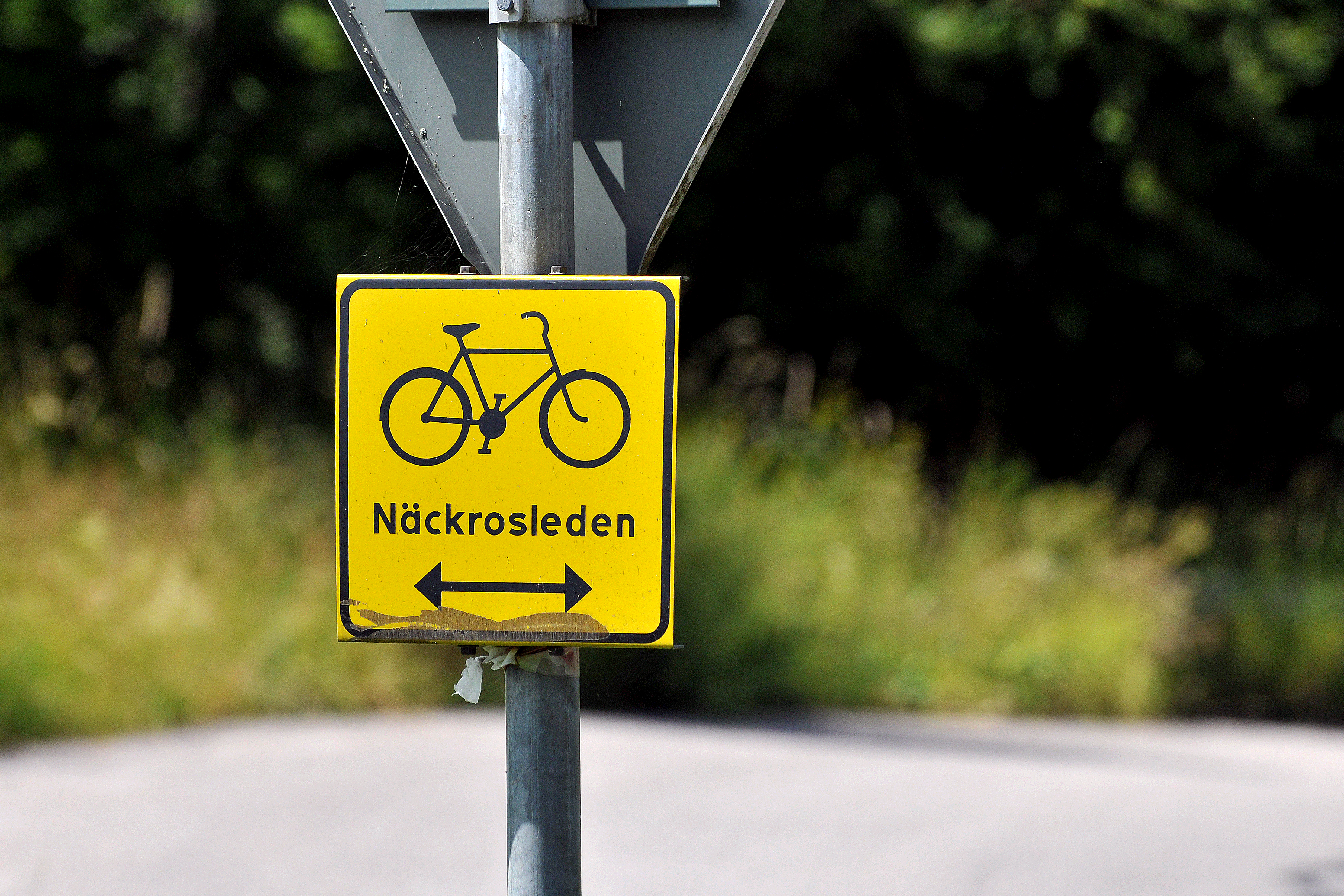
Skylt Näckrosleden.

Näckrosleden var en turist- och cykelled som gick genom Sörmlands nio kommuner. Huvudsträckningen var cirka 700 kilometer lång och bestod av 14 etapper som startade och slutade i 13 olika orter. Näckrosleden skapades av landstinget i Sörmland och invigdes 1 maj 1997. I oktober 2024 beslutade Region Sörmlands regionala utvecklingsnämnden att avveckla cykelleden under 2025..

## Bilder från leden

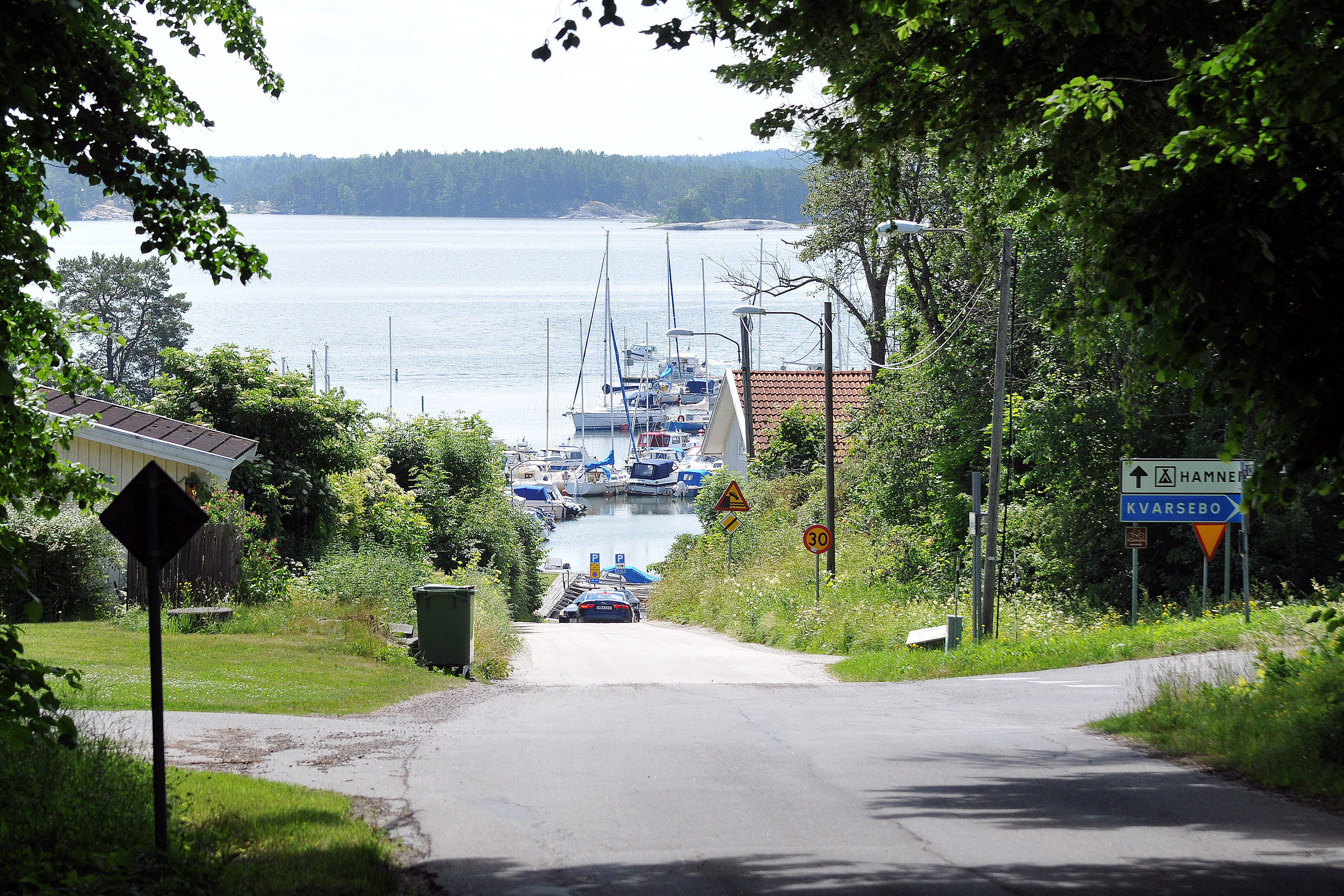
Etapp 3 vid Nävekvarn.
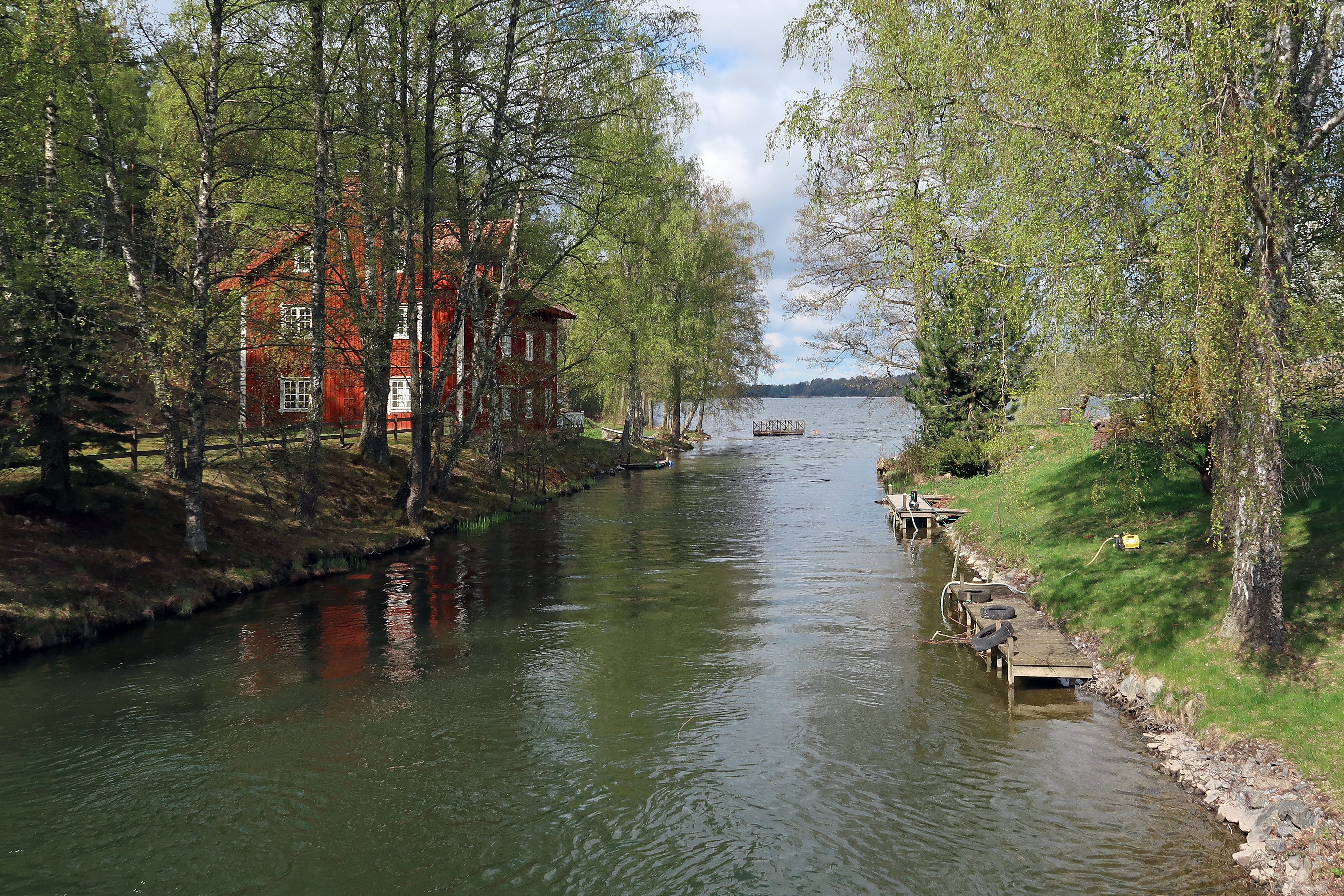
Etapp 14 vid Vad.
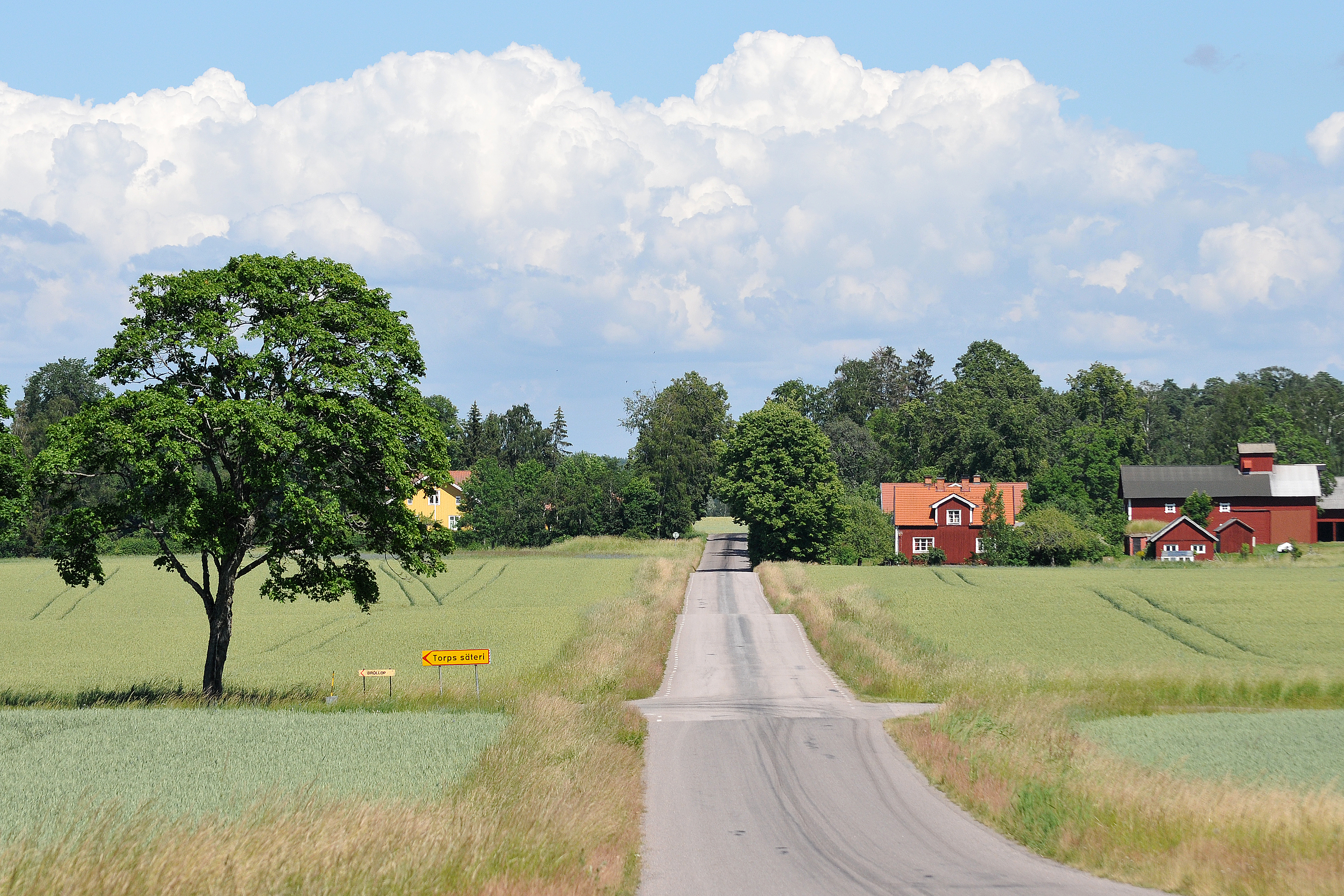
Etapp 14 vid Torp.

## Etapper
| Etapp |                      |       |
| ----- | -------------------- | ----- |
| 1     | Trosa–Gnesta         | 35 km |
| 2     | Trosa–Nyköping       | 66 km |
| 3     | Nyköping–Stavsjö     | 70 km |
| 4     | Stavsjö–Katrineholm  | 48 km |
| 5     | Katrineholm–Vingåker | 67 km |
| 6     | Vingåker–Julita      | 42 km |
| 7     | Julita–Eskilstuna    | 55 km |
| 8     | Eskilstuna–Strängnäs | 55 km |
| 9     | Strängnäs–Mariefred  | 30 km |
| 10    | Mariefred–Gnesta     | 41 km |
| 11    | Mariefred–Malmköping | 51 km |
| 12    | Malmköping–Flen      | 41 km |
| 13    | Flen–Katrineholm     | 41 km |
| 14    | Flen–Nyköping        | 66 km |